# Данбері (Вісконсин)
Данбері (англ. Danbury) — переписна місцевість (CDP) в США, в окрузі Бернетт штату Вісконсин. Населення — 165 осіб (2020).

## Географія
Данбері розташоване за координатами 46°0′31″ пн. ш. 92°22′40″ зх. д. / 46.00861° пн. ш. 92.37778° зх. д. (46.008520, -92.377640).  За даними Бюро перепису населення США в 2010 році переписна місцевість мала площу 3,27 км², уся площа — суходіл.

## Демографія
Згідно з переписом 2010 року, у переписній місцевості мешкали 172 особи в 81 домогосподарстві у складі 45 родин. Густота населення становила 53 особи/км².  Було 106 помешкань (32/км²).
Расовий склад населення:
| - 83,1 % — білих - 11,6 % — корінних американців - 1,2 % — чорних або афроамериканців |

До двох чи більше рас належало 3,5 %. Частка іспаномовних становила 0,6 % від усіх жителів.
За віковим діапазоном населення розподілялося таким чином: 19,8 % — особи молодші 18 років, 61,6 % — особи у віці 18—64 років, 18,6 % — особи у віці 65 років та старші. Медіана віку мешканця становила 47,7 року. На 100 осіб жіночої статі у переписній місцевості припадало 95,5 чоловіків;  на 100 жінок у віці від 18 років та старших — 89,0 чоловіків також старших 18 років.
Середній дохід на одне домашнє господарство  становив 39 100 доларів США (медіана — 36 250), а середній дохід на одну сім'ю — 42 258 доларів (медіана — 38 750). За межею бідності перебувало 26,0 % осіб, у тому числі 21,5 % дітей у віці до 18 років та 0,0 % осіб у віці 65 років та старших.
Цивільне працевлаштоване населення становило 86 осіб. Основні галузі зайнятості: мистецтво, розваги та відпочинок — 51,2 %, транспорт — 15,1 %, виробництво — 10,5 %, роздрібна торгівля — 8,1 %.